# Cesária Évora
Cesária Évora (født 27. august 1941 i Mindelo, død 17. december 2011 samme sted) var en sangerinde fra Kap Verde. Hun sang i musikgenren morna. Évora blev også kendt som "barfodsdivaen", da hun havde for vane at optråde i bare fødder. Sit internationale gennembrud fik hun med sit fjerde album, der kom på gaden i 1992.
Évora vandt i 2004 en Grammy Award i kategorien bedste verdensmusik-album – for sit album fra året før, Voz D'Amor. I 2009 blev hun slået til ridder af den franske Æreslegionen.

## Diskografi
- 1987 – Cesária'
- 1988 – Cesária Évora, La Diva aux pieds nus
- 1990 – Distino di Belita
- 1991 – Mar Azul
- 1992 – 'Miss Perfumado
- 1994 – Sodade – Les plus belles mornas de Cesaria (Best of)
- 1995 – Cesária
- 1995 – Cesária Évora à L'Olympia
- 1997 – Cabo Verde
- 1998 – Best of Cesária Évora
- 1998 – Nova Sintra
- 1999 – Le monde de Cesária Évora
- 1999 – Café Atlantico
- 2001 – Cesária Évora: L'essentiel
- 2001 – São Vicente di Longe
- 2002 – Anthology
- 2002 – Anthologie: Mornas & Coladeras
- 2002 – The Very Best of Cesária Évora
- 2003 – Voz d'Amor
- 2004 – Les essentiels
- 2006 – Rogamar
- 2008 – Rádio Mindelo
- 2009 – Nha sentimento